# Herb Edelman
Herbert „Herb“ Edelman (* 5. November 1933 in Brooklyn, New York, N.Y.; † 21. Juli 1996 in Woodland Hills, Kalifornien) war ein US-amerikanischer Schauspieler.

## Leben
Herb Edelman spielte in der Fernsehserie Golden Girls die Rolle des Stanley Zbornak, für die er zwei Mal für einen Emmy-Award nominiert wurde. Im Kino sah man ihn unter anderem als einen Polizisten und Pokerfreund von Jack Lemmon und Walter Matthau in Ein seltsames Paar, in der Komödie Barfuß im Park neben Jane Fonda und Robert Redford, in Sydney Pollacks So wie wir waren neben Barbra Streisand und Robert Redford und in Das verrückte California-Hotel neben Michael Caine, Walter Matthau, Jane Fonda und Maggie Smith.
In vielen Serien war er in Gastauftritten zu sehen, so unter anderem in CHiPs, MacGyver, Cagney & Lacey, Matlock, L.A. Law, Drei Engel für Charlie, Kojak, In geheimer Mission, Der Chef, Mord ist ihr Hobby und Love Boat.
Von 1964 bis 1970 war Edelman mit der Schauspielerin Louise Sorel verheiratet, die Ehe wurde geschieden. Er starb am 21. Juli 1996 an einem Lungenemphysem.

## Filmografie (Auswahl)
- 1964: The Reporter (Fernsehserie, 1 Folge)
- 1965: The Nurses (Fernsehserie, 1 Folge)
- 1965: Kibbee Hates Fitch (Kurzfilm)
- 1965: Privatdetektivin Honey West (Honey West, Fernsehserie, 1 Folge)
- 1966: Hey, Landlord (Fernsehserie, 1 Folge)
- 1966: Süß, aber ein bißchen verrückt (That Girl, Fernsehserie, 1 Folge)
- 1966: Occasional Wife  (Fernsehserie, 1 Folge)
- 1967: Dancer für U.N.C.L.E. (The Girl from U.N.C.L.E., Fernsehserie, 1 Folge)
- 1967: Derek Flint – hart wie Feuerstein (In Like Flint)
- 1967: Bob Hope Presents the Chrysler Theatre (Fernsehserie, 1 Folge)
- 1967: It’s About Time (Fernsehserie, 1 Folge)
- 1967: Barfuß im Park (Barefoot in the Park)
- 1967: Der Gnadenlose (P.J.)
- 1967: Sandys Abenteuer (Accidental Family, Fernsehserie, 1 Folge)
- 1967: The Flying Nun (Fernsehserie, 1 Folge)
- 1967: The Mothers–In–Law (Fernsehserie, 1 Folge)
- 1968: Good Morning, World (Fernsehserie, 1 Folge)
- 1968: Ein seltsames Paar (The Odd Couple)
- 1968: Lass mich küssen deinen Schmetterling (I Love You, Alice B. Toklas)
- 1968–1970: The Good Guys (Fernsehserie, 42 Folgen)
- 1969: In Name Only (Fernsehfilm)
- 1969–1973: Wo die Liebe hinfällt (Love, American Style, Fernsehserie)
- 1970: Room 222 (Fernsehserie, 1 Folge)
- 1970: Matt Lincoln (Fernsehserie, 1 Folge)
- 1970: The Cliff (Fernsehfilm)
- 1971: The Feminist and the Fuzz (Fernsehfilm)
- 1971: Bill Cosby (Fernsehserie, 1 Folge)
- 1971: The Neon Ceiling (Fernsehfilm)
- 1971: Verliebt in eine Hexe (Bewitched, Fernsehserie, 1 Folge)
- 1971: Los Angeles 1937 (Fernsehserie, 1 Folge)
- 1971: McMillan & Wife (Fernsehserie, 1 Folge)
- 1971: Kobra, übernehmen Sie (Mission: Impossible, Fernsehserie, 1 Folge)
- 1972: Der Krieg zwischen Männern und Frauen (The War Between Men and Women)
- 1972: Banacek (Fernsehserie, 1 Folge)
- 1972: Of Thee I Sing (Fernsehfilm)
- 1972: The Bold Ones: The New Doctors (Fernsehserie, 1 Folge)
- 1972: Temperatures Rising (Fernsehserie, 1 Folge)
- 1973: Steambath (Fernsehfilm)
- 1973: Der Chef (Ironside, Fernsehserie, 1 Folge)
- 1973: The New Dick Van Dyke Show (Fernsehserie, 1 Folge)
- 1973: Die Partridge Familie (Fernsehserie, 1 Folge)
- 1973: Cherie Bitter (The Way We Were)
- 1973: Diana (Fernsehserie, 1 Folge)
- 1973: Koska and His Family (Fernsehfilm)
- 1973: So wie wir waren (The Way We Were)
- 1973–1974: Die Straßen von San Francisco (The Streets of San Francisco, Fernsehserie, 2 Folgen)
- 1973–1976: Police Story (Fernsehserie, 2 Folgen)
- 1974: Hawkins (Fernsehserie, 1 Folge)
- 1974: The Boys (Kurzfilm)
- 1974: The Strange and Deadly Occurrence (Fernsehfilm)
- 1974: Maude (Fernsehserie, 1 Folge)
- 1974: Extrablatt (The Front Page)
- 1974: Yakuza (The Yakuza)
- 1974–1975: Cannon (Fernsehserie, 2 Folgen)
- 1975: Happy Days (Fernsehserie, 1 Folge)
- 1975: Crossfire (Fernsehfilm)
- 1975: Barney Miller (Fernsehserie, 1 Folge)
- 1975: Ins Herz des wilden Westens (Hearts of the West)
- 1975: The Wide World of Mystery (Fernsehserie, 1 Folge)
- 1975: Medical Center (Fernsehserie, 1 Folge)
- 1975–1976: Ellery Queen (Fernsehserie, 2 Folgen)
- 1976: The Ashes of Mrs. Reasoner (Fernsehfilm)
- 1976: Jigsaw John (Fernsehserie, 1 Folge)
- 1976: The Great NBC Smilin’ Saturday Morning’ Parade (Fernsehfilm)
- 1976: Smash–Up on Interstate 5 (Fernsehfilm)
- 1976: Big John, Little John (Fernsehserie, 13 Folgen)
- 1976–1978: Einsatz in Manhattan (Kojak, Fernsehserie, 2 Folgen)
- 1977: Blansky’s Beauties (Fernsehserie, 2 Folgen)
- 1977: Lanigan’s Rabbi (Fernsehserie, 1 Folge)
- 1977: Kingston: Confidential (Fernsehserie, 1 Folge)
- 1977: Das verrückte California-Hotel (California Suite)
- 1977: Die unglaublichen Geschichten von Roald Dahl (Tales of the Unexpected, Fernsehserie, 1 Folge)
- 1977: Rafferty  (Fernsehserie, 1 Folge)
- 1977: California Okay (Fernsehserie, 1 Folge)
- 1977: Welcome Back, Kotter (Fernsehserie, 1 Folge)
- 1977: Jones räumt auf (Charge of the Model T’s)
- 1977: Have I Got a Christmas for You (Fernsehfilm)
- 1978: Special Olympics (Fernsehfilm)
- 1978: CHiPs (Fernsehserie, 1 Folge)
- 1978: The Comedy Company (Fernsehfilm)
- 1978: Die Zwei von der Tankstelle (Chico and the Man, Fernsehserie, 1 Folge)
- 1978: Drei Engel für Charlie (Charlie's Angels; Fernsehserie, Folge: Mord in Las Vegas)
- 1978: Goin’ Coconuts
- 1978: Frankie and Annette: The Second Time Around (Fernsehfilm)
- 1978: Das verrückte California-Hotel (California Suite)
- 1978–1982: Fantasy Island (Fernsehserie, 3 Folgen)
- 1979: Tora-san’s Dream of Spring (Otoko wa tsurai yo: Torajirô haru no yume)
- 1980: Marathon (Fernsehfilm)
- 1980: A Cry for Love (Fernsehfilm)
- 1980–1981: Ladies’ Man (Fernsehserie, 16 Folgen)
- 1981: Der Millionen–Dollar–Junge (On the Right Track)
- 1981–1982: Strike Force (Fernsehserie, 20 Folgen)
- 1981–1984: Trapper John, M.D. (Fernsehserie, 2 Folgen)
- 1981–1986: Love Boat (The Love Boat, Fernsehserie)
- 1982–1983: 9 to 5 (Fernsehserie, 8 Folgen)
- 1982–1984: Matt Houston (Fernsehserie, 3 Folgen)
- 1983: Shooting Stars (Fernsehfilm)
- 1983: Immer auf die Kleinen (Smorgasbord)
- 1984: Der Powerman (Kuai can che)
- 1984–1988: Chefarzt Dr. Westphall (St. Elsewhere, Fernsehserie, 18 Folgen)
- 1984–1985: Cagney & Lacey
- 1984–1995: Mord ist ihr Hobby (Murder, She Wrote, Fernsehserie, 10 Folgen)
- 1985: Mode, Models und Intrigen (Cover Up)
- 1985: Ein Colt für alle Fälle (The Fall Guy, Fernsehserie, 1 Folge)
- 1985: The Paper Chase (Fernsehserie, 1 Folge)
- 1985: Hotel (Fernsehserie, 1 Folge)
- 1985: Ein Engel auf Erden (Highway to Heaven, Fernsehserie, 2 Folgen)
- 1985: Ich hab doch nur meine Frau zerlegt (Picking Up the Pieces, Fernsehfilm)
- 1985: Hardcastle & McCormick (Fernsehserie, 1 Folge)
- 1985: Die Fälle des Harry Fox (Crazy Like a Fox, Fernsehserie, 1 Folge)
- 1985–1992: Golden Girls (Fernsehserie, 25 Folgen)
- 1986: Du schon wieder (You Again?, Fernsehserie, 1 Folge)
- 1986: Maggie (Fernsehfilm)
- 1987: Matlock (Fernsehserie, 1 Folge)
- 1987: Privatdetektiv Harry McGraw (The Law and Harry McGraw, Fernsehserie, 1 Folge)
- 1988: Die Schöne und das Biest (Beauty and the Beast, Fernsehserie, 1 Folge)
- 1989: Just Temporary (Kurzfilm)
- 1989: The Famous Teddy Z (Fernsehserie, 1 Folge)
- 1989: Mein Vater ist ein Außerirdischer (Out of This World, Fernsehserie, 1 Folge)
- 1989–1990: Die besten Jahre (Thirtysomething, Fernsehserie, 2 Folgen)
- 1990: The Bradys (Fernsehserie, 2 Folgen)
- 1990: Anna (Kurzfilm)
- 1990: Unter der Sonne Kaliforniens (Knots Landing, Fernsehserie, 5 Folgen)
- 1990–1991: MacGyver (Fernsehserie, 3 Folgen)
- 1992: Kampf um Georgia (Grass Roots, Fernsehfilm)
- 1992: Batman (Batman: The Animated Series, Fernsehserie, 2 Folgen, nur Stimme)
- 1992: Blöd und blöder (The Naked Truth)
- 1992–1993: L.A. Law – Staranwälte, Tricks, Prozesse (L.A. Law, Fernsehserie, 2 Folgen)
- 1993: Golden Palace (Fernsehserie, 1 Folge)
- 1993: The Second Half (Fernsehserie, 1 Folge)
- 1994: Die Super-Mamis (The Mommies, Fernsehserie, 1 Folge)
- 1995: Burkes Gesetz (Burke's Law, Fernsehserie, 1 Folge)
- 1995: Cops n Roberts